# موریس دروئون
موریس دوریون (به فرانسوی: Maurice Druon)؛ (زاده ۲۳ آوریل ۱۹۱۸ - درگذشته ۱۴ آوریل ۲۰۰۹) نویسنده و سیاست‌مدار قرن بیستم میلادی اهل فرانسه است. وی عضو آکادمی فرانسه بود و به عنوان دبیر دائمی این آکادمی بین سال‌های ۱۹۸۵ و ۱۹۹۹ خدمت کرد.

## زندگی‌نامه
موریس دوریون در سال۱۹۱۸ در پاریس به دنیا آمد. وی پسر یک یهودی روسی مهاجر به نام لازار کسل (۱۸۹۹–۱۹۲۰) بود. موریس هرگز پدرش را نشناخت چرا که وقتی دو ساله بود، پدرش با شلیک یک گلوله به قلب خود به زندگی خود پایان داد. موریس در سن ۱۸ سالگی به واقعیت مرگ پدرش پی برد. نام خانوادگی موریس برگرفته از «رنه دوریون»، یک محضردار اهل شمال فرانسه پس از ازدواج با مادرش است. وی بعدها تحت تأثیر عمویش «ژوزف کسل» و ملا ادبی او، به ادبیات روی آورد و از جمله رمان بسیار معروف شاهان نفرین شده را نوشت.
موریس در ۱۴ آوریل ۲۰۰۹ در سن ۹۰ سالگی در پاریس درگذشت.

## سرود پارتیزان‌ها
موریس دوریون از نظر سیاسی طرفدار ژنرال دوگل بود و در زمان جنگ با آلمان نازی مخفیانه به انگلستان رفت و در کنار دوگل به مبارزه با دشمن ادامه داد. وی در دوران حضورش در لندن و همکاری با عمویش ژوزف کسل، شعر فرانسوی سرود پارتیزان‌ها که رایج‌ترین سرود فرانسه آزاد و مقاومت فرانسه در زمان جنگ جهانی دوم بود را سرود و به همین خاطر به او پدر «سرود مقاومت» فرانسه می‌گویند. اشعار این سرود بیانگر ایده «یا مرگ یا پیروزی» در نبرد آزادیبخش ملی فرانسه است و موسیقی اش را آنا مارلی ساخته‌است.

## تیستوی سبزانگشتی
موریس دوریون نویسنده رمان معروف تیستوی سبزانگشتی است. موریس می‌گوید که رمان تیستوی سبزانگشتی را برای سنین یک تا صد ساله نوشته‌است. این کتاب توسط لیلی گلستان به فارسی ترجمه شده‌است. کتاب داستانی تیستوی سبزانگشتی با جلد سبز حکایت پسری با موهای فرفری طلایی و چشم‌های سبز است. پسر بچه‌ای عجیب اما ساده که روزی متوجه می‌شود انگشتانش خاصیت سبزکنندگی همانند یک فرشته دارند. او به هرچه دست می‌زند، سرشار از گل و سبزه و پیچک می‌شود؛ و این دلیلی است که او را سبزانگشتی صدا می‌کنند. تیستو آرزو دارد تا با انگشت‌های سبزکننده‌اش همه ناتوانی‌ها و زشتی‌ها و نارسایی‌ها را به‌طور معجزه آسا سرشار از زیبایی کند.

## شاهان نفرین‌شده
کتاب شاهان نفرین‌شده، اثر دیگری از موریس دوریون متشکل از رمان هفت‌گانه تاریخی است و در فاصله سال‌های ۱۹۵۵ تا ۱۹۷۷ نوشته و منتشر شده‌است. این مجموعه کتاب به جنگ‌های سلطنتی فرانسه در قرن چهاردهم و وقایع آن دوران می‌پردازند. از این رمان هفت‌گانه سریال تلویزیونی نیز تهیه شده‌است.

## گفتاوردها
- «راستی چه می‌شود کرد با تفنگی که گل داده‌است و سرنیزه‌ای که دیگر نمی‌تواند در جایی فرورود؟ راستی راستی چه می‌شود کرد با سلاح‌هایی که دسته‌گل‌های قشنگ تمام کاربردشان را ازشان گرفته بودند؟ تنها کاری که می‌شود کرد اینست که همه‌شان را توی سطل آشغال بیندازیم!»

تیستوی سبزانگشتی
- «من با گل به جنگ یک جنگ رفتم و فاتح شدم!»

تیستوی سبزانگشتی

## آثار
- تیستوی سبزانگشتی
- شاهان نفرین شده[۵]
- اسکندر کبیر
- گشتی‌های شبانه[۶]

## در مورد خمینی و اسلام‌گرایی افراطی
روزنامه فیگارو تاریخ ۱۲ نوامبر ۲۰۰۴ به نقل از موریس دوریون دربارهٔ نقش کشور فرانسه در روی کار آمدن خمینی نوشت:
«ماجرای نوفل‌لوشاتو، صفحه درخشانی در تاریخ فرانسه نیست. رفتار والری ژیسکاردستن که آن همه توجه و عنایت به یک پیغمبر دروغین کرد و آن همه وسیله در اختیارش گذاشت، قابل فهم نیست. اعتلای اسلام‌گرایی افراطی از همین‌جا آغاز شده.»